# Ấn khả chứng minh
Ấn khả chứng minh (zh. 印可證明; ja. inka shōmei), thường gọi tắt là ấn chứng hay ấn khả, là một thuật ngữ thường dùng trong Thiền tông. Khi một người thấy Tính (kiến tính), ngộ ra bản tâm chân thật của mình, theo đúng pháp, vị này cần đến nhờ một vị Thiền sư minh nhãn (đã kiến tính) kiểm tra xem thật sự người ấy đã thấy tính chưa qua những sở ngộ mà vị ấy trình cho vị Thiền sư như các bài kệ tỏ ngộ, các kinh nghiệm giác ngộ, hay qua những cuộc pháp chiến với vị Thiền sư. Sau đó, nếu thấy vị này đã thật sự ngộ đạo và có chỗ xuất cách, vượt ra khỏi suy nghĩ, hiểu biết thường tình, vị Thiền sư công nhận ấn chứng cho sự ngộ ấy là đúng. Trong trường hợp tự mình tu Thiền và ngộ đạo, không có thầy ấn chứng hay không có Thiền sư ngộ đạo ở nơi mình ở, người tu có thể tự dùng các Kinh Điển như Kinh Lăng Nghiêm, Hoa Nghiêm, Lăng Già..., các bản ngữ lục như: Truyền Đăng Lục, Chí Nguyệt Lục đọc để tự ấn chứng với tâm tâm tương ứng không chút nghi ngờ, ngăn cách. Tương truyền, Thiền sư Hám Sơn Đức Thanh tự tham Thiền và ngộ đạo, vì không có thầy ấn chứng nên sư tự dùng kinh Lăng Nghiêm đọc tụng suốt 8 tháng để tự ấn chứng.

Với sự ấn chứng, vị Thiền sư công nhận ít nhất người đệ tử đã đạt Kiến Tính hoặc đã Triệt Ngộ. Nếu chỉ mới đạt đến cấp bậc kiến tính thôi thì người đó cần phải tiếp tục tham cứu cho đến khi Triệt Ngộ. Và sau khi đã triệt ngộ rồi, người đệ tử có thể bắt đầu tùy duyên hoằng pháp giúp người ngộ đạo và ấn chứng cho người khác khi họ đắc đạo. Tuy nhiên, ấn chứng không đồng nghĩa với việc một người đã kết thúc hành trình tu ngộ của mình. Bởi vì, mặc dù người ấy đã trực nhận ngộ rõ bản tâm chân thật thanh tịnh đồng với chư phật không khác của chính mình, nhưng phiền não, vọng tưởng đã tích lũy từ vô lượng kiếp đến nay vẫn còn, vì vậy cần phải bảo nhậm công phu. Một khi diệt trừ hết tất cả những tập khí này rồi thì diệu dụng, ứng dụng, thần thông, trí huệ của Tự tính mới sáng tỏ, tràn đầy, không chút ngăn ngại. Về điều này, Thiền sư Trung Phong Minh Bản có nói trong quyển Trung Phong Pháp Ngữ như sau: 
Có người hỏi Thiền sư Trung Phong: "Đã ngộ rồi đâu cần tu nữa". Sư đáp: "Tập khí do nhiều kiếp huân tập không thể nhất thời sạch hết, nên cần phải tu. Tu đến vô-tu sau đó mới đồng với Chư Phật".
Tùy vào mức độ ngộ đạo nông sâu và quá trình tu tập khắc nghiệt của vị Thiền sư mà sự ấn chứng có khác nhau, có vị Thiền sư dễ trong việc ấn chứng sở ngộ cho các đệ tử, nhưng cũng có những vị rất gay gắt trong vấn đề này, họ không chấp nhận ấn khả một cách dễ dãi, tùy tiện mà từ chối, gạt bỏ sự ngộ của Thiền sinh và dạy cần phải tiếp tục chuyên tâm tham cứu để có thể đạt được Kiến Tính triệt để, nhờ thế Thiền sinh mới có thể gạt bỏ đi sự mãn nguyện đối với sở ngộ của mình và tham cứu tột cùng, đạt đến chổ ngộ triệt để, không còn chút nghi ngờ, phân biệt, vượt hẳn ra khỏi Nhị Nguyên, hiểu biết tầm thường. Một số ví dụ về những thiền sư trải qua quá trình tu ngộ khắc nghiệt:
1. Thiền sư Đại Huệ Tông Cảo tu Thiền trong nhiều năm, đạt hơn 18 lần đại ngộ và vô số tiểu ngộ, cuối cùng sư triệt ngộ mới được Thiền sư Viên Ngộ Khắc Cần chấp nhận ấn chứng. Sau này, Thiền sư Đại Huệ phát triển tông Lâm Tế mạnh mẽ, dưới sư có hàng ngàn đệ tử tu học. Trong đó 94 đệ tử là tăng ni, cư sĩ ngộ đạo và được sư ấn chứng, cơ phong của sư sánh ngang hàng với Khai tổ Lâm Tế Nghĩa Huyền.
2. Thiền sư Vô Minh Huệ Kinh là một trong những vị Thiền sư nổi tiếng Thiền Tông Trung Quốc dưới thời nhà Minh, thuộc tông Tào Động. Sư có ba môn đệ nối pháp là Thiền sư Bác Sơn Nguyên Lai, Vĩnh Giác Nguyên Hiền, Hối Đài Nguyên Cảnh. Cả ba vị đệ tử này đều trải qua quá trình tham Thiền rất khắc nghiệt và đại ngộ, nhưng mỗi lần vào thất trình sở ngộ đều bị sư gạt bỏ sở ngộ, đuổi ra ngoài, chỉ khi họ đã thật sự đạt kiến tính triệt để và có chổ xuất cách sư mới chấp nhận ấn chứng và cho nối pháp mình.
3. Thiền sư Bạch Ấn Huệ Hạc sau khi trải qua 84 lần đại ngộ và vô số lần tiểu ngộ, cuối cùng khi đã hơn 40 tuổi, một lần sư đọc Kinh Pháp Hoa và triệt ngộ, sư mới thỏa mãn đối với sự ngộ của mình và bắt đầu truyền bá Thiền, dạy môn đệ. Lúc còn trẻ, Bản sư của sư là Thiền sư Huệ Đoan Đạo Cảnh từng căn dặn với sư rằng: "Con đã nối pháp ta! Đừng bao giờ mãn nguyện đối với những kinh nghiệm giác ngộ thường thường".

Thông thường, vị Thiền sư cần phải đào tạo môn đệ mình đạt ngộ đến chổ siêu cách, vượt hơn mình. Nếu như, chổ ngộ của người đệ tử chỉ đạt thấp hơn, hoặc bằng mình thì nguy cơ tâm ấn bị tàn lụi trong trong những thế hệ sau rất lớn.

Khoảng hơn 300 năm nay Thiền tông bị suy tàn, quy củ Thiền tông không còn như xưa, có nhiều người không tu theo pháp của Thiền tông, chưa một lần chứng ngộ nhưng họ tự xưng mình là Thiền sư thuộc Thiền tông, nối pháp dòng Lâm Tế, Tào Động đời thứ mấy(việc này ở Trung Quốc, Việt Nam tồn tại khá nhiều, đặc biệt tại Việt Nam, từ Bắc chí Nam, có nhiều vị không tu Thiền nhưng mỗi khi qua đời, hay trong tiểu sử đều thấy xưng là Thiền sư nối dòng đời thứ mấy). Thiền trở thành hữu danh vô thực, chỉ là cái danh cho người bám vào, chứ về sự chứng ngộ thì không có. Thiền Tông ở Việt Nam mấy trăm năm nay chỉ truyền theo kiểu thế hệ gia đình thế tục, không còn đúng với tính chất đệ tử chân thật tham Thiền ngộ đạo, cầu thầy ấn chứng và được truyền tâm ấn nữa. Vì vậy việc truyền pháp(nối pháp) không liên quan đến việc một người đã ngộ hay được ấn chứng hay chưa, theo cuốn Truyền Pháp trên lý thuyết và thực hành của Bodiford, William M. (2008), Đại Học Oxford, Dharma Transmission in Theory and Practice. In: Zen Ritual: Studies of Zen Buddhist Theory in Practice có viết:
...truyền pháp(nối pháp) không đảm bảo cho bất cứ điều gì. Nó chỉ cho thấy rằng người truyền pháp- và chính người đó, đã công nhận đệ tử đã đạt trình độ như mình. Có thể vị thầy ấy đã sai chăng? Vâng, có thể ông ấy đã sai.Vì vậy, nếu muốn chắc chắn, để đảm bảo vị thầy mà mình tham học là một vị minh sư Thiền tông đã chứng ngộ đúng nghĩa, không chỉ hỏi ông ấy có truyền thừa hay không. Câu hỏi là: Sự truyền thừa này đến từ đâu? Nó đại diện cho dòng pháp nào? Và thậm chí, quan trọng hơn: Thầy đã tu hành như thế nào và đã ngộ đạo chưa? Ai là thầy của ngài, vị ấy đã Kiến tính chưa? Bây giờ thầy đang thực hành và truyền bá pháp gì, có đúng Thiền tông không?